# Naiste Meistriliiga (vrouwenvoetbal Estland)
De Naiste Meistriliiga is het hoogste niveau van het vrouwenvoetbal in Estland. Recordkampioen is Pärnu JK met 13 titels. Huidige kampioen is FC Flora Tallinn. De kampioen plaatst zich voor de UEFA Women's Champions League.
Sinds 2018 is FC Flora Tallinn onafgebroken kampioen van de competitie, de ploeg kwam in het seizoen van 2022 maar liefst 154 keer tot scoren.

## Titels per club
| Titels | Club             |
| ------ | ---------------- |
| 13     | Pärnu JK         |
| 9      | Levadia Tallinn  |
| 7      | FC Flora Tallinn |
| 3      | Central Sport    |

Meistriliiga ·
Esiliiga ·
Esiliiga B ·
II liiga ·
III liiga ·
IV liiga ·
Naiste Meistriliiga

Beker ·
Supercup

Estisch voetballer van het jaar · Stadions

Nationaal: Mannen · Vrouwen